# Lacrim
Karim Zenoud (àrab: كريم زنود, Karīm Zanūd; París, 19 d'abril de 1985), més conegut pel seu nom artístic Lacrim, és un raper algeriano-francès d'origen algerià.

## Joventut
Karim Zenoud va néixer al districte 20 de París, de pares immigrants algerians. Els seus dos progenitors són cabilencs, la família del seu pare és de Sidi Daoud i la de la seva mare de Béjaïa. També és net de l'actriu Ouardia Hamtouche. Va passar els cinc primers anys de la seva vida al districte 13, abans que els seus pares es traslladessin definitivament a Chevilly-Larue, al sud de París.

## Carrera
Després de col·laborar amb diversos rapers, va publicar el seu àlbum Faites entrer Lacrim el maig de 2012, seguit d'una mixtape Toujours le même el desembre de 2012. Els dos àlbums següents, Corleone el 2014 i Force & Honneur el 2017, van encapçalar la llista francesa d'àlbums. També va publicar tres mixtapes successives sota la sèrie R.I.P.R.O, dues el 2015 i una tercera el 2017.

## Qüestions legals
Acusat de possessió d'una arma kalàixnikov, va ser condemnat a tres anys de presó. Després de 8 mesos amagat al Marroc, es va presentar el 9 de setembre del 2015 davant les autoritats franceses, que el van empresonar per segona vegada en tres anys. Va quedar en llibertat el 28 de novembre del 2016, després d'estar empresonat un any sencer.